# جايسون شامبرز
جايسون شامبرز (بالإنجليزية: Jason Chambers) هو فنان قتال مختلط أمريكي، ولد في 23 مارس 1980 في شيكاغو في الولايات المتحدة.

## وصلات خارجية
- جايسون شامبرز على موقع بوكس ريك (الإنجليزية) (registration required)
- جايسون شامبرز على موقع شيردوغ (الإنجليزية)
- جايسون شامبرز على موقع IMDb (الإنجليزية)
- جايسون شامبرز على موقع قاعدة بيانات الفيلم (الإنجليزية)